# Rocche di Ciminna
Rocche di Ciminna este o arie protejată (arie specială de conservare — SAC, sit de importanță comunitară — SCI) din Italia întinsă pe o suprafață de 1.139 ha, integral pe uscat.

## Localizare
Centrul sitului Rocche di Ciminna este situat la coordonatele 37°52′49″N 13°32′43″E / 37.880299°N 13.545269°E.

## Înființare
Situl Rocche di Ciminna a fost declarat sit de importanță comunitară în septembrie 1995 pentru a proteja 1 specie de plante și 23 de specii de animale. Situl a fost protejat și ca arie specială de conservare în decembrie 2015.

## Biodiversitate
Situată în ecoregiunea mediteraneană, aria protejată conține 10 habitate naturale: Râuri mediteraneene cu debit intermitent, cu specii de Paspalo-Agrostidion, Galerii de Salix alba și de Populus alba, Fânețe de joasă altitudine (Alopecurus pratensis, Sanguisorba officinalis), Pante stâncoase calcaroase cu vegetație casmofită, Peșteri inaccesibile publicului, Păduri de stejar alb estice, Tufărișuri termo-mediteraneene și de pre-deșert, Galerii și tufărișuri riverane sudice (Nerio-Tamaricetea și Securinegion tinctoriae), Grohotișuri termofile și vest-mediteraneene, Pseudostepă cu ierburi și specii anuale de Thero-Brachypodietea.
La baza desemnării sitului se află mai multe specii protejate:
- plante (1): Dianthus rupicola
- păsări (23): Alectoris graeca whitakeri, fâsă-de-câmp (Anthus campestris), fâsă de luncă (Anthus pratensis), lăstunul mare (Apus apus), Aquila fasciata, ciocârlie-cu-degete-scurte (Calandrella brachydactyla), erete de stuf (Circus aeruginosus), Falco biarmicus, Falco naumanni, șoim călător (Falco peregrinus), muscar negru (Ficedula hypoleuca), sfrâncioc cu cap roșu (Lanius senator), ciocârlie de bărăgan (Melanocorypha calandra), prigoare (Merops apiaster), gaia neagră (Milvus migrans), vultur egiptean (Neophron percnopterus), pietrar mediteranean (Oenanthe hispanica), viespar (Pernis apivorus), brumăriță de pădure (Prunella modularis), turturică (Streptopelia turtur), silvie roșcată (Sylvia cantillans), Sylvia conspicillata, pupăză (Upupa epops)

Pe lângă speciile protejate, pe teritoriul sitului au mai fost identificate 35 de specii de plante, 8 specii de păsări, 2 specii de mamifere, 2 specii de reptile.